# Bureau of Investigative Journalism
Le Bureau of Investigative Journalism est une organisation non gouvernementale britannique consacrée à la production d'articles d'investigation. Basé à Londres, le Bureau a été fondé en avril 2010 par David Potter, qui y a investi 2 millions de livres,.
Cette initiative rejoint d'autres modèles de journalisme d'investigation, comme ProPublica aux États-Unis.
Il reçoit en mars 2018 le prix de l'innovation technologique du European Press Prize.